# Pretenders (album)
Pretenders è l'album di esordio del gruppo The Pretenders, pubblicato nel 1979 dalla Sire Records.
Il disco ha raggiunto la prima posizione nella Official Albums Chart per quattro settimane, la seconda in Svezia e Nuova Zelanda e la nona nella Billboard 200 ed è entrato nella Grammy Hall of Fame Award 2016.
È stato ristampato nel 2006 con un bonus CD contenente molti degli stessi brani in versione live o demo, oltre ad alcune outtakes.
Dopo aver prodotto il loro primo singolo Stop Your Sobbing, Nick Lowe abbandonò il lavoro con il gruppo e venne sostituito da Chris Thomas che completò le session di registrazione.

## Tracce
1. Precious (Chrissie Hynde) – 3:36
2. The Phone Call (Hynde) – 2:29
3. Up the Neck (Hynde) – 4:27
4. Tattooed Love Boys (Hynde) – 2:59
5. Space Invader (Pete Farndon, James Honeyman-Scott) – 3:26
6. The Wait (Hynde, Farndon) – 3:35
7. Stop Your Sobbing (Ray Davies) – 2:38
8. Kid (Hynde) – 3:06
9. Private Life (Hynde) – 6:25
10. Brass in Pocket (Honeyman-Scott, Hynde) – 3:04
11. Lovers of Today (Hynde) – 5:51
12. Mystery Achievement (Hynde) – 5:23

Bonus CD ristampa 2006
1. Cuban Slide (Hynde, Honeyman-Scott) – 4:33
2. Porcelain (Hynde) – 3:54
3. The Phone Call (Hynde) – 2:22 (demo, 1977)
4. The Wait (Hynde, Farndon) – 3:08 (demo, 1978)
5. I Can't Control Myself (Hynde) – 4:24 (demo, 1978)
6. Swinging London (Hynde, Honeyman-Scott, Farndon, Martin Chambers) – 1:55
7. Brass in Pocket (Honeyman-Scott, Hynde) – 3:48 (demo, 1978)
8. Kid (Hynde) – 4:04 (demo, 1978)
9. Stop Your Sobbing (Ray Davies) – 2:22 (demo, 1978)
10. Tequila (Hynde) – 5:22 (demo, 1978)
11. Nervous but Shy (Hynde, Honeyman-Scott, Farndon, Chambers) – 1:45
12. I Need Somebody (Rudy Martinez) – 4:04 (live su BBC Radio 1, 1979)
13. Mystery Achievement (Hynde) – 4:54 (live su BBC Radio 1, 1979)
14. Precious (Hynde)– 3:26 (live, 1980)
15. Tattooed Love Boys (Hynde) – 3:06 (live, 1980)
16. Sabre Dance (Aram Khachaturian) – 3:50 (live al Marquee Club, 1979)

## Formazione
- Chrissie Hynde – voce, chitarra
- James Honeyman-Scott – chitarra, tastiere
- Pete Farndon – basso
- Martin Chambers – batteria